# Codeforces
.
Codeforces es una red social dedicada a concursos de programación competitiva. Es patrocinada por la empresa rusa Telegram. Codeforces es  mantenida por un grupo de  programadores de la Universidad ITMO liderados por Mike Mirzayanov. Codeforces dice haber superado a Topcoder en número de usarios activos. En 2018 registro 600.000 usuarios registrados. Codeforces es una página utilizada por los mejores  programadores competitivos como Gennady Korotkevich Petr Mitrichev, Benjamin Qi y Makoto Soejima además de ser considerado "demandado" para los desarrolladores de software.

## Vista general
La plataforma Codeforces es usada para concursos de programación competitiva. Sus tipos de concurso son:
- Concursos de alrededor de 2 horas llamadas "Codeforces Rounds" hechas una vez a la semana.[6][7]
- Concursos educacionales de 2 - 2.5 horas
- Resolver Problemas de rondas o Concursos anteriores con propósitos de entrenamiento..

Los usuarios son evaluados y clasificados de acuerdo a su habilidad en un Sistema de puntuación Elo. Generalmente no hay premio para los ganadores, aunque algunas veces se le otorgan camisetas. Hay algunas competiciones más grandes como el "Microsoft Q# Summer Contest" organizado por Microsoft. o la "VK cup" organizada por VK y algunas competiciones entregan premios en dinero.
Los usuarios son clasificados en rangos en base a sus puntos usuarios con un puntaje mayor a 1900 son clasificados como "Primera División" y usuarios con un puntaje menor a 1900 son clasificados com "Segunda División", la "Tercera división" fue creada para los usuarios con un puntaje menor a 1600. Los rangos exactos se organizan de la siguiente manera.
| Rango       | Color        | Nombre                    | Division |
| ----------- | ------------ | ------------------------- | -------- |
| ≥ 4000      | Negro        | Tourist                   | 1        |
| 3000 — 3999 | Negro y Rojo | Legendary Grandmaster     | 1        |
| 2600 — 2999 | Rojo         | International Grandmaster | 1        |
| 2400 — 2599 | Rojo         | Grandmaster               | 1        |
| 2300 — 2399 | Naranja      | International Master      | 1        |
| 2100 — 2299 | Naranja      | Master                    | 1        |
| 1900 — 2099 | Morado       | Candidate Master          | 1, 2     |
| 1600 — 1899 | Azul         | Expert                    | 2        |
| 1400 — 1599 | Cyan         | Specialist                | 2, 3     |
| 1200 — 1399 | Verde        | Pupil                     | 2, 3     |
| ≤ 1199      | Gris         | Newbie                    | 2, 3     |

## Ranking
Al tener un sistema de puntuación Elo, Codeforces tiene un ranking en que se puede ver los mejores programadores algorítmicos. La siguiente tabla fue hecha el (18/08/2020):
| Nombre de Usuario | País           | Rango |
| ----------------- | -------------- | ----- |
| MiFaFaOvO         | China          | 3681  |
| Um_nik            | Rusia          | 3553  |
| tourist           | Bielorrusia    | 3506  |
| ecnerwala         | Estados Unidos | 3432  |
| Benq              | Estados Unidos | 3428  |
| boboniu           | China          | 3300  |
| maroonrk          | Japón          | 3289  |
| Petr              | Suiza          | 3262  |
| ksun48            | Canadá         | 3245  |
| TLE               | China          | 3223  |